# Jeck György
Jeck György (Perjámos (Torontál megye); 1851. február 11. – Oravicabánya, 1913. június 24.) elemi iskolai tanító.

## Életrajza
Tanulmányait Szegeden végezte; azután Németcsanádra (Torontálm.) került tanítónak, honnét hat év mulva Nagyszentmiklósba választották meg tanítónak. Hat évig a nagyszentmiklósi tanítófiókegylet főnöke volt; azután a délmagyarországi tanítóegylet alelnöke lett, és mint ilyen szintén hat évig működött. 1913. június 24-én délután hunyt el, 1913. június 26-án délután helyezték örök nyugalomra a nagyszentmiklósi római katolikus temetőben.
Számos cikket írt a szaklapokba s a helyi lapokba, nevezetesebbek: A nyilvános és magán tanintézet, Közoktatás és közművelődés, Hogyan létesíthetnénk polgári iskolát, Az iparműkiállítás kérdéséhez, Ipartestület, ipariskola, Dr. Lövengard Bertalan, A nyugdíjtörvény revisiójához, A takarékosság erénye, Polgári Iskolánk és hazafias ünnepélyek, Polgári iskolánk jövője, A nyelvtan és fogalmazás a népiskolában; Über Erziehung und deren Mittel. Die Entziehung der Freiheit als Strafmittel. Reform der Volksschule sat.

## Munkái
- Kurzgefasste deutsche Sprachlehre für die Oberklassen der Volksschule Nagy-Szent-Miklós. 1884. (6. kiadás. Uo. 1890.)
- A magyar és német nyelvtan öszhangzó alapismeretei. Magyar, valamint vegyes tannyelvű népiskolák számára. Rövid és könnyen érthető alakban. Szeged, 1887.
- Kurzgefasstes Elementar-Rechnen für die Oberklassen der Volksschule. Im Anhange mit 200 Original-Rechnungsbeispielen, welche durch die Schüler meiner Klasse im Laufe eines Schuljahres aufgelöst wurden. Nagy-Szent-Miklós, 1890.
- Számtani emlékeztető. Uo. 1890.
- Praktische Volksschulstatistik. Szeged, 1891.
- Elemi magyar-német nyelvtan és fogalmazás. Uo. 1896.
- Elementar deutsche Sprachlehre und Stilistik. Uo. 1896.

Szerkesztette a nagyszentmiklósi iparostanonc-iskola Értesítőit 1885-től 1890-ig.